# Michael Holmes (Journalist)
Michael Holmes (* 13. Dezember 1960 in Perth, Australien) ist ein australischer Nachrichtenmoderator beim amerikanischen Nachrichtensender CNN.
Von 1973 bis 1977 studierte Michael Holmes am Wesley College in Perth. Er begann bei Daily News, einer Zeitung in Perth. Danach wechselte er in die Fernsehbranche, anfänglich bei Nine Network in Australien. Nach dieser Zeit lebte er für vier Jahre in London. Seit 1991 ist er für CNN International tätig. Er ist der erste Australier, der bei CNN als Moderator tätig ist.
Als Reporter bereiste er den Irak und Afghanistan und die Konfliktregion Israel/Palästina. Holmes hat damit mehr als 30 Jahre Erfahrung in der Fernsehbranche.
Im Januar 2004 geriet Holmes mit seinem Team in einen Hinterhalt. Auf dem Weg in den Südirak wurden dabei der Fahrer und der Übersetzer von einem Unbekannten erschossen.
Seit 2019  moderiert er bei CNN die Sendung "Newsroom" und manchmal International Desk (im Wechsel mit Hala Gorani). Zuvor zusammen mit Isha Sesay die Sendung Backstory (Hinter den Kulissen von Nachrichten und von CNN).
Michael Holmes lebt in Atlanta im Bundesstaat Georgia. Er hat zwei Kinder, eine Tochter und einen Sohn.